# Theodor Eversmann
Pour les articles homonymes, voir Eversmann.
Theodor Eversmann est un homme politique allemand né le 21 avril 1901 à Essen et mort le 1er septembre 1969 dans la Lutherstadt Eisleben en Saxe-Anhalt. Il est député à la Chambre du peuple de la République démocratique allemande de 1954 à 1963.

## Biographie
Fils d'un constructeur, Eversmann devient membre du Parti national-socialiste des travailleurs allemands (NSDAP) en 1937. Après la fin de la Seconde Guerre mondiale, il adhère à la toute nouvelle Union chrétienne-démocrate (CDU) de la zone d'occupation soviétique. Il représente ensuite ce parti aux IIe et IIIe législatures de la Chambre du peuple de la RDA de 1954 (de) à 1963 (de).
Eversmann travaille comme géomètre minier à la VEB « Max Lademann » de la Lutherstadt Eisleben.
Il meurt dans cette ville à l'âge de 68 ans et est inhumé au Gertraudenfriedhof (de) de Halle-sur-Saale.

## Récompenses et distinctions
- Aktivist
- 1952 : « Héros du travail »
- Macaron de la paix (Friedensplakette) (argent)
- Aiguille de la paix (Friedensnadel) (or)
- 1961 : Ordre du Mérite patriotique (bronze)